# Thomas Porter
Thomas Christopher "Chris" Porter (Stockport (Inglaterra), 25 de outubro de 1885 - 4 de junho de 1915) foi um futebolista inglês que competiu nos Jogos Olímpicos de 1908, sendo campeão olimpico.
Thomas Porter pela Seleção Britânica de Futebol conquistou a medalha de ouro em 1908. .